# Welsh Corgi Cardigan
Welsh corgi cardigan (FCI # 038) er en hyrdehund, der stammer fra Wales.